# هو ژائوجون
هو ژائوجون (انگلیسی: Hu Zhaojun؛ زادهٔ ۱ مارس ۱۹۸۱) بازیکن سابق و مربی فوتبال اهل چین است.
از باشگاه‌هایی که در آن بازی کرده است می‌توان به باشگاه فوتبال دالیان پروفشنال، باشگاه فوتبال گوانگژو، و باشگاه فوتبال دالیان هایچانگ اشاره کرد.
وی همچنین در تیم ملی فوتبال چین بازی کرده است.